# Man må gerne græde i skolen
|  | Denne artikel er oprettet af botten Steenthbot ud fra en ekstern database. Den kan derfor have sproglige fejl eller mangler. Denne skabelon kan fjernes efter kontrol af indholdet. |

Man må gerne græde i skolen er en dansk dokumentarfilm fra 2010 instrueret af Ulrik Holmstrup.

## Handling
Da børnene i klassen for tredje gang oplever, at en af kammeraterne har mistet en far eller mor, må klasselæreren have hjælp. Hun oplever at stå alene med hele ansvaret og ved ikke, hvordan hun skal støtte børnene.